# 塔拉 (音樂)
塔拉（又寫作taal、taalam等）是印度音樂的節奏模式，為音樂提供有規律的、重複的節奏型。常見的印度鼓有塔布拉鼓(tabla)和米里丹甘鼓(mridangam)，在這些鼓上，可以演奏音高不同的鼓點(bol)，由鼓點串連而成一段節奏的模式(theka)。這些重複的節奏模式和西方詩歌用的節奏型，又或者土耳其音樂的烏素(usul)節奏模式類似。
常用的鼓點(bol)有 Dha, Dhin, Ta, Na, Tin 等，每一個擬聲字模仿鼓的不同聲音，以左右手在鼓中心、鼓邊等不同位置以不同手法敲打而得出。而學習鼓點的過程全靠背誦，老師會傳授簡單的拍子，再慢慢傳授更艱難的拍子。而學生在背誦了很多不同的節奏型之後，便開始有能力在重覆的基礎上即興演奏複雜的節奏，學習過程和中國戲曲鑼鼓所用的鑼鼓經類似，即使有樂譜亦只是僅供參考，全靠背誦。

## 印度斯坦音樂

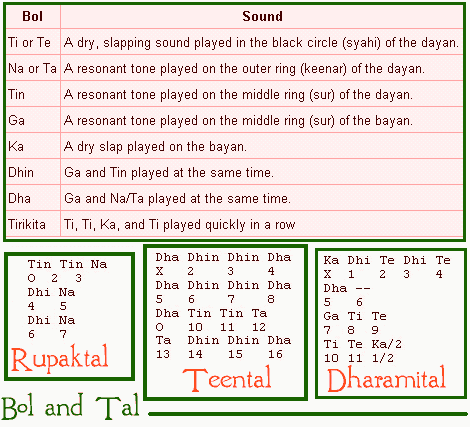
常用的鼓點(bol)

### 常用節奏
塔拉的一個循環稱為阿凡坦(avartan)，常見的阿凡坦從六拍至十六拍不等，例如最常見的十六拍，分為四個單元(4+4+4+4)的Teental。但有時即使拍子相同，重音的位置卻不同，例如十四拍子，有Jhoomra tal，節奏是3+4+3+4；而同樣是十四拍子的Dhamar tal，節奏是5+2+3+4。每一個循環的第一拍(sam)是最重要、最強調的拍子，獨奏者或歌唱者一定要回到第一拍完結樂曲。但樂曲不一定以第一拍開始。印度音樂以移位(talli)來形容從弱拍開始的樂曲。接近樂曲結尾時，會有固定的格式，重覆一個特定的節奏型三次(tihai)來標誌著樂曲的完結。而這個節奏型通常和底下的阿凡坦重拍不一致，形成複合節奏，例如在四拍子的基礎上演奏三拍子的節奏型。

### 速度
北印度古典音樂通常以自由節奏的散序(alaap)開始，接著主奏樂器開始演奏主題(gat)，開始有拍子，但鼓手這時仍未加入。之後鼓手加入，帶動整個樂隊慢起漸快，從慢板(Vilambit)開始，到中板(Madya)和快板(Drut)。南印度古典音樂更加上超快板及特慢板，分別為Chauka(一倍速)、Vilamba(兩倍速)、Madhyama(四倍速)、Dhuridha(八倍速)和Adi-dhurida(十六倍速)。

## 卡納提克音樂

### 節奏類型
在印度南部的卡納提克音樂傳統中，塔拉（寫作talam或thaalam）可分爲幾大類：chapu（四種）、chanda（108種）和melakarta（72種）。
通常使用的suladi體系中有35種塔拉，由以下幾個基本單元組成：
- laghu（記號：l），每個塔拉必須包括至少一個，長度可爲3、4、5、7或9個音（akshara）。如果一個塔拉中包括超過一個laghu，每個laghu的長度必須相同。拍手時，第一個音正常拍手，從第二個音起依次彎曲小指、無名指、中指、食指、拇指，到拇指後從小指重新開始。
- dhrutam（記號：O），長度爲2個音，拍手時正常拍一次，用右手背拍左手掌一次。
- anudhrutam（記號：U），長度爲1個音，拍手時正常拍一次。

依laghu的長度可將suladi塔拉分爲五類，每類中包含七種以上基本單元的組合方式，見下表：
| 塔拉    | 記號 | Tisra (3) | Chatusra (4) | Khanda (5) | Misra (7) | Sankeerna (9) |
| Dhruva  | lOll | 11        | 14           | 17         | 23        | 29            |
| Matya   | lOl  | 8         | 10           | 12         | 16        | 20            |
| Rupaka  | Ol   | 5         | 6            | 7          | 9         | 11            |
| Jhampa  | lUO  | 6         | 7            | 8          | 10        | 12            |
| Triputa | lOO  | 7         | 8            | 9          | 11        | 13            |
| Ata     | llOO | 10        | 12           | 14         | 18        | 22            |
| Eka     | l    | 3         | 4            | 5          | 7         | 9             |

例如，tisra jati eka是最短的suladi塔拉，其中只有一個laghu元素，每個周期（avartanam）有3個音長。sankeerna jati dhruva是最長的suladi塔拉，依次由一個laghu（9個音長）、一個dhrutam（2個音長）和兩個laghu（18個音長）組成，每個周期總音長是29個音。
儘管卡納提克音樂的塔拉種類繁多，其實大部分曲目使用的塔拉僅有五六種。最常見的塔拉是ādi塔拉，對應suladi分類法中的chatusra jati triputa，每個周期8個音長。其他常用的塔拉有：
- Rupaka塔拉，對應suladi分類法中的chatusra jati rupaka塔拉，每個周期6個音長。然而，通常拍手時不使用suladi規定的拍六下，而是僅在第一、三、五拍子拍手（第五拍用右手背）。
- Khanda chapu塔拉，不屬於suladi分類法，每個周期5個音長，在第一、三、四拍子拍手。
- Misra chapu塔拉，不屬於suladi分類法，每個周期7個音長，在第一、二、四、六拍子拍手（第一、二拍用右手背）。
- Ata塔拉，對應suladi分類法中的khanda-jati ata塔拉，每個周期14個音長。

### 復合節奏
在卡納提克音樂中，每個曲目由始至終的塔拉是固定不變的，然而演奏者實際演奏的節奏可能與塔拉形成復節奏，以此達到交錯拍子的效果。
演奏者所依照的節奏叫做nadai，也有3、4、5、7、9個音長的區分。例如，當曲目的塔拉是ādi（8個音長），演奏者演奏tisra nadai（3個音長）時，需要24個音長才能完成一個循環（C代表正常拍手，Cn代表拍手並彎曲第n指，T代表右手背拍手）：
| C  | C5 | C4 | C3 | C  | T  | C  | T  | C  | C5 | C4 | C3 | C  | T  | C  | T  | C  | C5 | C4 | C3 | C  | T  | C  | T  |
| 1  | 2  | 3  | 1  | 2  | 3  | 1  | 2  | 3  | 1  | 2  | 3  | 1  | 2  | 3  | 1  | 2  | 3  | 1  | 2  | 3  | 1  | 2  | 3  |
| ta | ki | ṭa | ta | ki | ṭa | ta | ki | ṭa | ta | ki | ṭa | ta | ki | ṭa | ta | ki | ṭa | ta | ki | ṭa | ta | ki | ṭa |